# Gerardo Seoane
Diego Gerardo Seoane Castro (Lucerna, 30 de outubro de 1978) é um treinador e ex-futebolista suíço de ascendência espanhola que atuava como zagueiro ou meio-campista. Atualmente comanda o Borussia Mönchengladbach.

## Carreira como jogador
Seoane atuou por FC Rothenburg e Luzern nas categorias de base antes de se profissionalizar neste último, em 1995. Jogou ainda por FC Sion, Deportivo La Coruña B (atual Deportivo Fabril), Bellinzona (por empréstimo), Aarau e Grasshopper antes de voltar ao Luzern em 2007. Encerrou a carreira de jogador em 2010 com apenas um título conquistado: a Challenge League de 1999–00, quando defendia o Bellinzona.
Em nível internacional, representou as seleções de base da Seleção Suíça entre 1995 e 1999

## Carreira como treinador
Depois da aposentadoria, Seoane continuou na comissão técnica do Luzern como técnico das categorias de base, chegando a comandar a equipe principal de forma interina em 2013, além de ter sido auxiliar-técnico do FCL por uma temporada. Voltaria a treinar os Die Leuchten em 2018 (10 vitórias, 4 empates e 3 derrotas) antes de ser anunciado como novo técnico do Young Boys, em junho do mesmo ano, e apesar de ter vindo com a credencial de ter levado o Luzern ao terceiro lugar do Campeonato Suíço da temporada anterior, sua indicação foi uma surpresa. 
Sob o comando de Seoane, o Young Boys conquistou o Campeonato Suíço pela 13ª vez e também classificou o time pela primeira vez à fase de grupos da Liga dos Campeões da UEFA. Em 2019–20, sagrou-se bicampeão nacional e também conquistou a Copa da Suíça pela sétima vez na história do clube e o primeiro desde 1986–87. Deixou o Young Boys em junho de 2021, com 148 jogos disputados (97 vitórias, 27 empates e 24 derrotas) - um mês antes, havia sido anunciado como novo técnico do Bayer Leverkusen, tendo levado os Aspirinas ao terceiro lugar na Bundesliga de 2021–22. Porém, sua passagem pelo Leverkusen foi encerrada em outubro de 2022, após o clube ter seu pior início de temporada no Campeonato Alemão desde 1979, com apenas uma vitória, 2 empates e 5 derrotas.
Em junho de 2023, foi contratado pelo Borussia Mönchengladbach, substituindo Daniel Farke.

## Vida pessoal
Seoane é filho de pais galegos, e possui dupla cidadania (suíça e espanhola). Ele é fluente em 6 idiomas (alemão, espanhol, inglês, francês, italiano e galego).

## Títulos

### Como jogador
Bellinzona
- Challenge League: 1999–00

### Como treinador
Young Boys
- Superliga Suíça: 2018–19, 2019–20, 2020–21[11]
- Copa da Suíça: 2019–20[12]

### Individuais
- Treinador do Ano da Superliga Suíça: 2018–19[13], 2019–20[14], 2020–21